# Atarba (Atarba) bellamyi
Atarba (Atarba) bellamyi is een tweevleugelige uit de familie steltmuggen (Limoniidae). De soort komt voor in het Nearctisch gebied.